# Commonwealth Games 2002/Badminton (Herrendoppel)
Folgend die Ergebnisse und Platzierungen bei den Commonwealth Games 2002 im Herrendoppel im Badminton.

## 1. Runde
- James Anderson /  Simon Archer –  Markose Bristow /  Sachin Ratti: 7-1 / 7-2 / 7-1
- Bruce Topping /  David John Geddes –  Darron Charles /  Glendon Thomas: 7-1 / 8-6 / 7-2
- Chang Kim Wai /  Choong Tan Fook –  Jannik Jonsson /  Simon Gaines: 7-1 / 7-0 / 7-1
- Georgie Cupidon /  Nicholas Jumaye –  Adam Nashwath /  Moosa Nashid: 8-6 / 7-0 / 8-6

## 2. Runde
- Chan Chong Ming /  Chew Choon Eng –  Matthew Hughes /  Martyn Lewis: 7-2 / 7-1 / 7-0
- Kerwyn Pantin /  Anil Seepaul –  Abel Tome Charles Alicete /  Idrisse Mussagy: 7-1 / 7-3 / 7-4
- Keith Chan /  William Milroy –  Makhula Makhula /  Orideetse Thela: 7-0 / 7-1 / 7-0
- Dotun Akinsanya /  Abimbola Odejoke –  Kevin Le Moigne /  Paul Le Tocq: 8-6 / 7-4 / 7-5
- Peter Blackburn /  Murray Hocking –  Curwin Cherubin /  Ryan Holder: 7-0 / 7-1 / 7-1
- Geoffrey Bellingham /  Chris Blair –  Alex Haddad /  Charles Pyne: 7-0 / 7-0 / 7-1
- Russell Hogg /  Graeme Smith –  Graham Henderson /  Eugene Mckenna: 8-6 / 3-7 / 7-3 / 7-1
- James Anderson /  Simon Archer –  Christopher Eynon /  Doug Clark: 7-0 / 7-0 / 7-1
- Bruce Topping /  David John Geddes –  Ben Noah Ayim /  Martin Owusu Adu: 7-4 / 7-5 / 7-3
- Sanave Thomas /  Valiyaveetil Diju –  Liam Ingram /  Neil Cottrill: 7-3 / 7-2 / 7-5
- Yong Joo Chua /  Khoo Kian Teck –  Awang Amran Kambar /  Fadzli Hj Masri: 7-4 / 8-6 / 7-4
- Anthony Clark /  Nathan Robertson –  Stephan Beeharry /  Denis Constantin: 7-1 / 7-3 / 7-4
- Chang Kim Wai /  Choong Tan Fook –  Edicha Ocholi /  Ola Fagbemi: 7-4 / 7-1 / 7-2
- Ashley Brehaut /  Travis Denney –  Andre Padmore /  Kevin Wood: 7-0 / 7-1 / 7-2
- Philippe Bourret /  Stephan Wojcikiewicz –  Georgie Cupidon /  Nicholas Jumaye: 7-2 / 4-7 / 7-1 / 8-6
- John Gordon /  Daniel Shirley –  Alastair Gatt /  Craig Robertson: 7-1 / 7-1 / 7-2

## 3. Runde
- Chan Chong Ming /  Chew Choon Eng –  Kerwyn Pantin /  Anil Seepaul: 7-0 / 7-0 / 7-1
- Keith Chan /  William Milroy –  Dotun Akinsanya /  Abimbola Odejoke: 4-7 / 7-5 / 7-0 / 7-1
- Peter Blackburn /  Murray Hocking –  Geoffrey Bellingham /  Chris Blair: 7-1 / 7-5 / 7-2
- James Anderson /  Simon Archer –  Russell Hogg /  Graeme Smith: 7-3 / 7-5 / 7-5
- Sanave Thomas /  Valiyaveetil Diju –  Bruce Topping /  David John Geddes: 7-5 / 7-2 / 7-4
- Anthony Clark /  Nathan Robertson –  Yong Joo Chua /  Khoo Kian Teck: 7-2 / 7-1 / 7-5
- Chang Kim Wai /  Choong Tan Fook –  Ashley Brehaut /  Travis Denney: 7-3 / 7-5 / 7-3
- John Gordon /  Daniel Shirley –  Philippe Bourret /  Stephan Wojcikiewicz: 7-2 / 7-5 / 7-3

## Ergebnisse ab Viertelfinale
|  | Viertelfinale | Viertelfinale                   | Viertelfinale                 | Viertelfinale | Viertelfinale | Viertelfinale                  | Viertelfinale |   |                                | Halbfinale | Halbfinale | Halbfinale | Halbfinale | Halbfinale | Halbfinale | Halbfinale |  |  | Finale | Finale | Finale | Finale | Finale | Finale | Finale |
|  |               |                                 |                               |               |               |                                |               |   |                                |            |            |            |            |            |            |            |  |  |        |        |        |        |        |        |        |
|  |               | Chan Chong Ming Chew Choon Eng  | 7                             | 7             | 7             |                                |               |   |                                |            |            |            |            |            |            |            |  |  |        |        |        |        |        |        |        |
|  |               | Keith Chan William Milroy       | 4                             | 1             | 1             |                                |               |   |                                |            |            |            |            |            |            |            |  |  |        |        |        |        |        |        |        |
|  |               | Keith Chan William Milroy       | 4                             | 1             | 1             | Chan Chong Ming Chew Choon Eng | 7             | 7 | 7                              |            |            |            |            |            |            |            |  |  |        |        |        |        |        |        |        |
|  |               |                                 |                               |               |               |                                |               | 7 | 7                              |            |            |            |            |            |            |            |  |  |        |        |        |        |        |        |        |
|  |               |                                 | James Anderson Simon Archer   | 4             | 5             | 2                              |               |   |                                |            |            |            |            |            |            |            |  |  |        |        |        |        |        |        |        |
|  |               | Peter Blackburn Murray Hocking  | James Anderson Simon Archer   | 4             | 5             | 2                              | 7             | 5 | 6                              | 1          |            |            |            |            |            |            |  |  |        |        |        |        |        |        |        |
|  |               |                                 |                               |               |               |                                |               | 5 | 6                              | 1          |            |            |            |            |            |            |  |  |        |        |        |        |        |        |        |
|  |               | James Anderson Simon Archer     | 3                             | 7             | 8             | 7                              |               |   |                                |            |            |            |            |            |            |            |  |  |        |        |        |        |        |        |        |
|  |               |                                 |                               |               |               |                                |               |   | Chan Chong Ming Chew Choon Eng | 7          | 4          | 2          | 7          | 7          |            |            |  |  |        |        |        |        |        |        |        |
|  |               |                                 | Chang Kim Wai Choong Tan Fook | 5             | 7             | 7                              | 5             | 3 |                                |            |            |            |            |            |            |            |  |  |        |        |        |        |        |        |        |
|  |               | Sanave Thomas Valiyaveetil Diju | 1                             | 4             | 6             |                                |               |   |                                |            |            |            |            |            |            |            |  |  |        |        |        |        |        |        |        |
|  |               | Anthony Clark Nathan Robertson  | 7                             | 7             | 8             |                                |               |   |                                |            |            |            |            |            |            |            |  |  |        |        |        |        |        |        |        |
|  |               | Anthony Clark Nathan Robertson  | 7                             | 7             | 8             | Anthony Clark Nathan Robertson | 5             | 3 | 4                              |            |            |            |            |            |            |            |  |  |        |        |        |        |        |        |        |
|  |               |                                 |                               |               |               |                                |               | 3 | 4                              |            |            |            |            |            |            |            |  |  |        |        |        |        |        |        |        |
|  |               |                                 | Chang Kim Wai Choong Tan Fook | 8             | 7             | 7                              |               |   |                                |            |            |            |            |            |            |            |  |  |        |        |        |        |        |        |        |
|  |               | Chang Kim Wai Choong Tan Fook   | Chang Kim Wai Choong Tan Fook | 8             | 7             | 7                              | 8             | 7 | 7                              | 7          |            |            |            |            |            |            |  |  |        |        |        |        |        |        |        |
|  |               |                                 |                               |               |               |                                |               | 7 | 7                              | 7          |            |            |            |            |            |            |  |  |        |        |        |        |        |        |        |
|  |               | John Gordon Daniel Shirley      | 7                             | 8             | 3             | 2                              |               |   |                                |            |            |            |            |            |            |            |  |  |        |        |        |        |        |        |        |

## Endstand
- 1.  Chan Chong Ming /  Chew Choon Eng
- 2.  Chang Kim Wai /  Choong Tan Fook
- 3.  James Anderson /  Simon Archer
- 3.  Anthony Clark /  Nathan Robertson
- 5.  Keith Chan /  William Milroy
- 5.  Murray Hocking /  Peter Blackburn
- 5.  Sanave Thomas /  Valiyaveetil Diju
- 5.  Daniel Shirley /  John Gordon
- 9.  Anil Seepaul /  Kerwyn Pantin
- 9.  Abimbola Odejoke /  Dotun Akinsanya
- 9.  Chris Blair /  Geoffrey Bellingham
- 9.  Graeme Smith /  Russell Hogg
- 9.  Bruce Topping /  David Geddes
- 9.  Khoo Kian Teck /  Chua Yong Joo
- 9.  Ashley Brehaut /  Travis Denney
- 9.  Philippe Bourret /  Stephan Wojcikiewicz
- 17.  Martyn Lewis /  Matthew Hughes
- 17.  Ibraimo Mussagy /  Idrisse Mussagy
- 17.  Makhula Makhula /  Orideetse Thela
- 17.  Kevin Le Moigne /  Paul Le Tocq
- 17.  Curwin Cherubin /  Ryan Holder
- 17.  Alex Haddad /  Charles Pyne
- 17.  Eugene McKenna /  Graham Henderson
- 17.  Christopher Eynon /  Doug Clark
- 17.  Ben Noah Ayim /  Martin Awusu Adu
- 17.  Liam Ingram /  Neil Cottrill
- 17.  Awang Amran Kambar /  Hj Mohd Masri Awang Fadzli
- 17.  Denis Constantin /  Stephan Beeharry
- 17.  Edicha Ocholi /  Ola Fagbemi
- 17.  Andre Padmore /  Kevin Wood
- 17.  Georgie Cupidon /  Nicholas Jumaye
- 17.  Alastair Gatt /  Craig Robertson
- 33.  Markose Bristow /  Sachin Ratti
- 33.  Darron Charles /  Glendon Thomas
- 33.  Jannik Jonsson /  Simon Gaines
- 33.  Adam Nashwath /  Moosa Nashid